# Генеральні директорати
Генеральні директорати (англ. Directions General, DG) — головні адміністративні підрозділи Європейської Комісії. Службовці Комісії організовані у генеральні директорати (ГД) та служби (наприклад, юридична служба). Кожний генеральний директорат відповідає за котрийсь напрямок політики Союзу. Очолює ГД генеральний директор, підпорядкований відповідному члену Комісії. Однак кількість і коло повноважень генеральних директоратів не обов’язково збігаються з кількістю та повноваженнями членів Комісії (кількість ГД змінюється, наразі їх близько 30). Один член Комісії може мати у своєму підпорядкуванні кілька ГД, а коло обов’язків одного ГД може поширюватись на кількох членів Комісії. Член Комісії може взагалі не мати генерального директорату. Генеральні директорати готують проекти законодавчих пропозицій Комісії.